# Mahis wa-al-Fuhays (distrikt)
Mahis wa-al-Fuhays, formellt Liwa Mahis wa-al-Fuhays (arabiska: لواء ماحص والفحيص) är ett distrikt i Jordanien. Det ligger i provinsen al-Balqa, i den norra delen av landet, 16 km väster om huvudstaden Amman.